# Kiskunfélegyháza (nádraží)
Kiskunfélegyháza je železniční stanice v maďarském městě Kiskunfélegyháza, které se nachází v župě Bács-Kiskun. Stanice byla otevřena v roce 1853, kdy byla zprovozněna trať mezi Ceglédem a Kiskunfélegyházou.

## Historie
Stanice byla otevřena 3. září 1853, kdy byla zprovozněna trať Cegléd–Kiskunfélegyháza. V roce 1854 bylo otevřeno pokračování z Kiskunfélegyházy přes Segedín do Temešváru v dnešním Rumunsku. V roce 1888 byla otevřena trať do Csongrádu a v roce 1912 byla otevřena trať do Kiskumajsy.

## Provozní informace
Stanice má celkem 4 nástupiště a 5 nástupních hran. Ve stanici je možnost zakoupení si jízdenky a je elektrifikovaná střídavým proudem 25 kV, 50 Hz. Provozuje ji společnost MÁV.

## Doprava
Stanice je hlavním nádražím ve městě. Zastavuje zde spousta vnitrostátních vlaků InterCity na trase Budapešť–Segedín a jeden pár expresů v trase Segedín–Miškovec. Dále zde zastavuje několik osobních vlaků do Baji, Budapešti, Hódmezővásárhelyi, Kecskemétu, Segedína a Szentese .

## Tratě
Stanicí procházejí tyto tratě:
- Cegléd–Kiskunfélegyháza–Segedín (MÁV 140)
- Kiskunfélegyháza–Orosháza (MÁV 147)
- Kiskunhalas–Kiskunfélegyháza (MÁV 155)

## Galerie

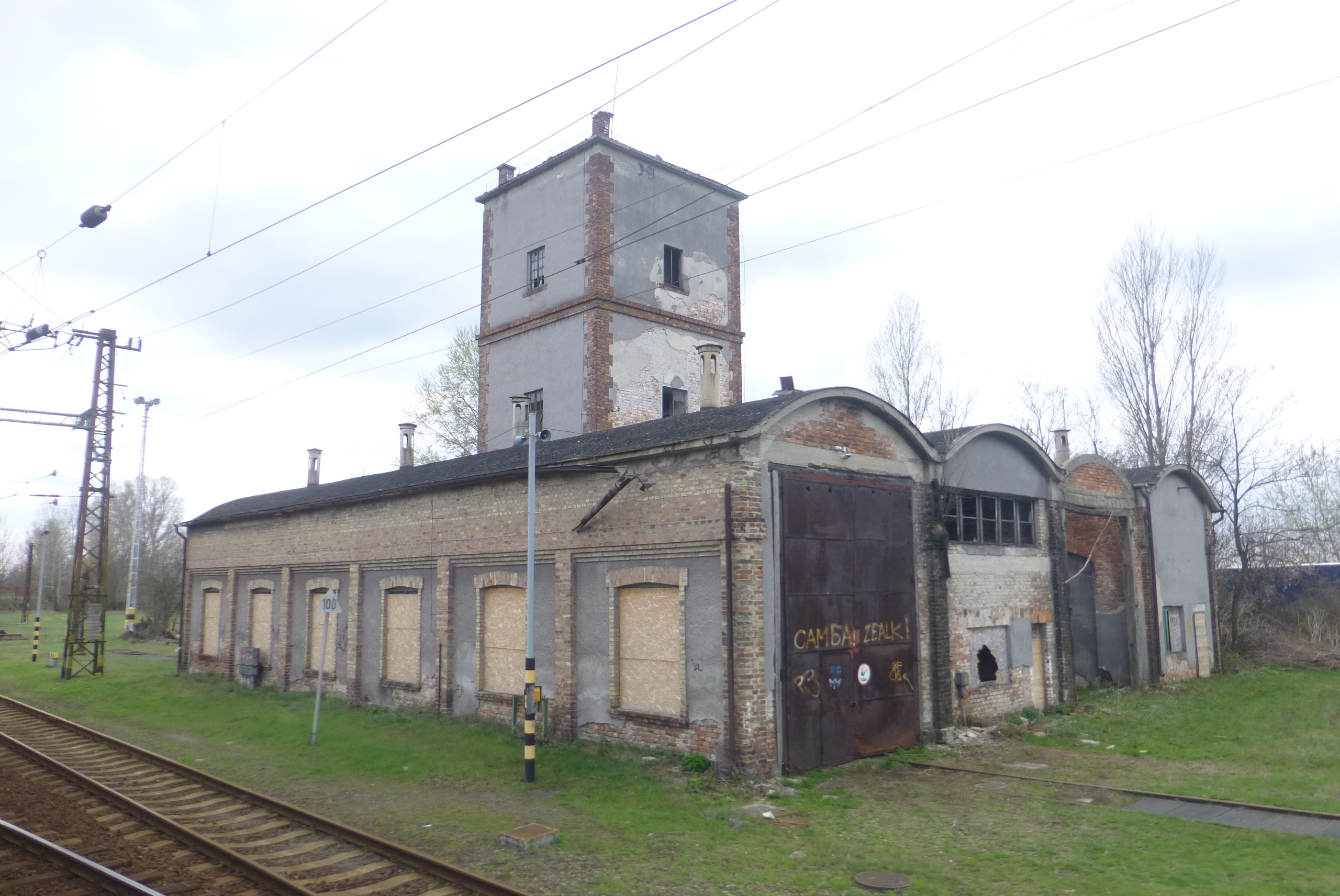
Místní depo
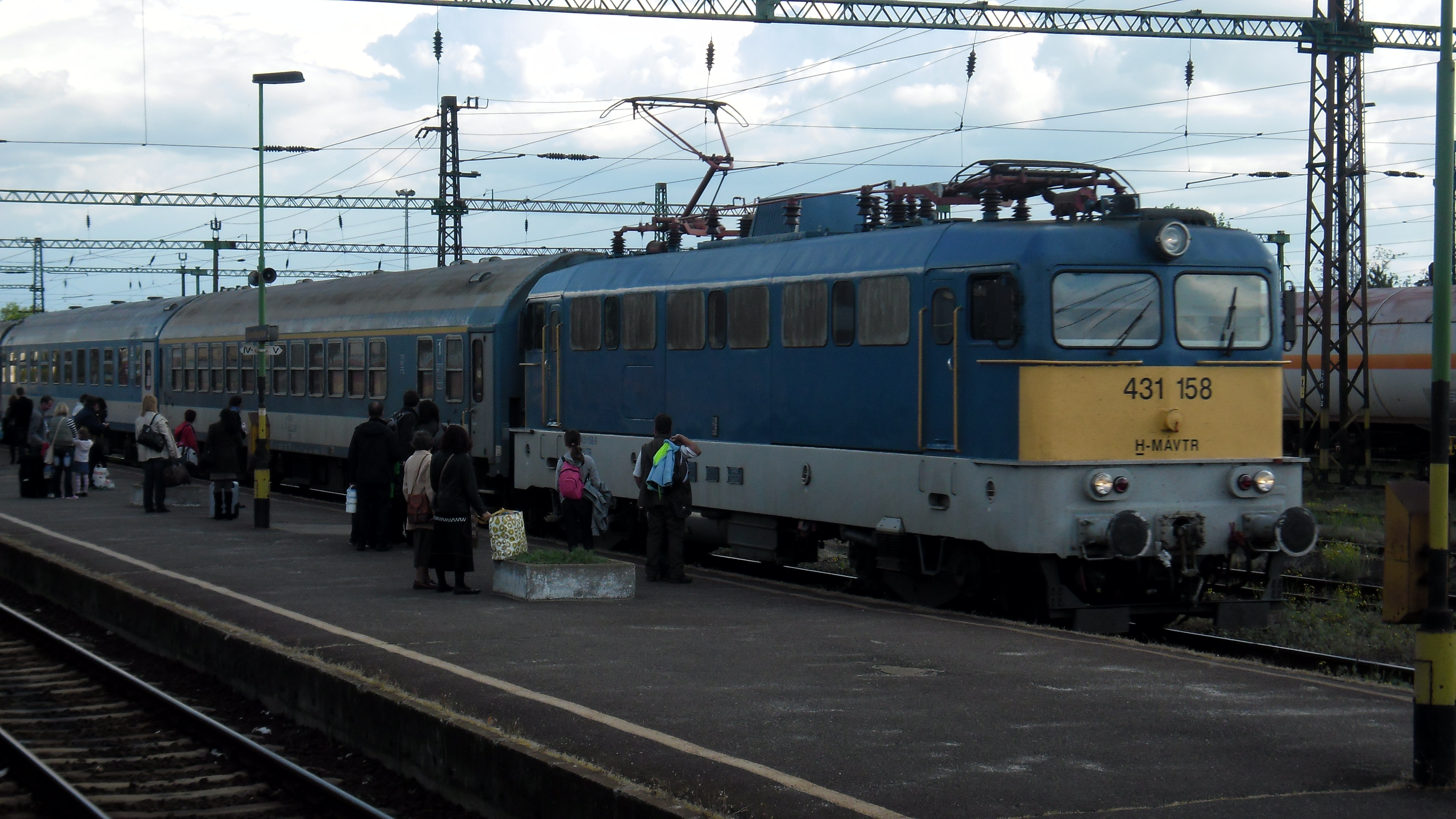
Vlak InterCity ve stanici
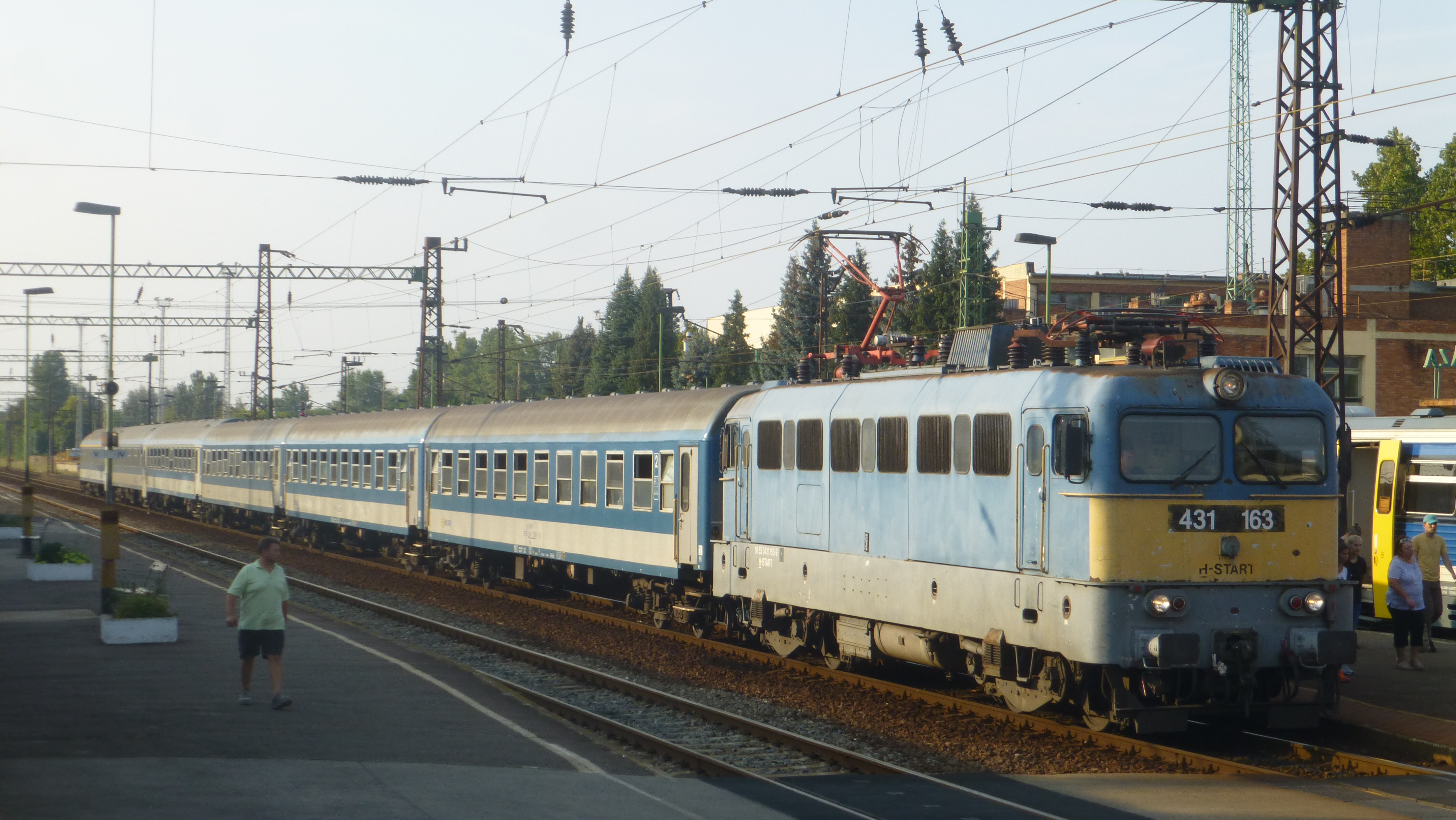
Vlak InterCity ve stanici
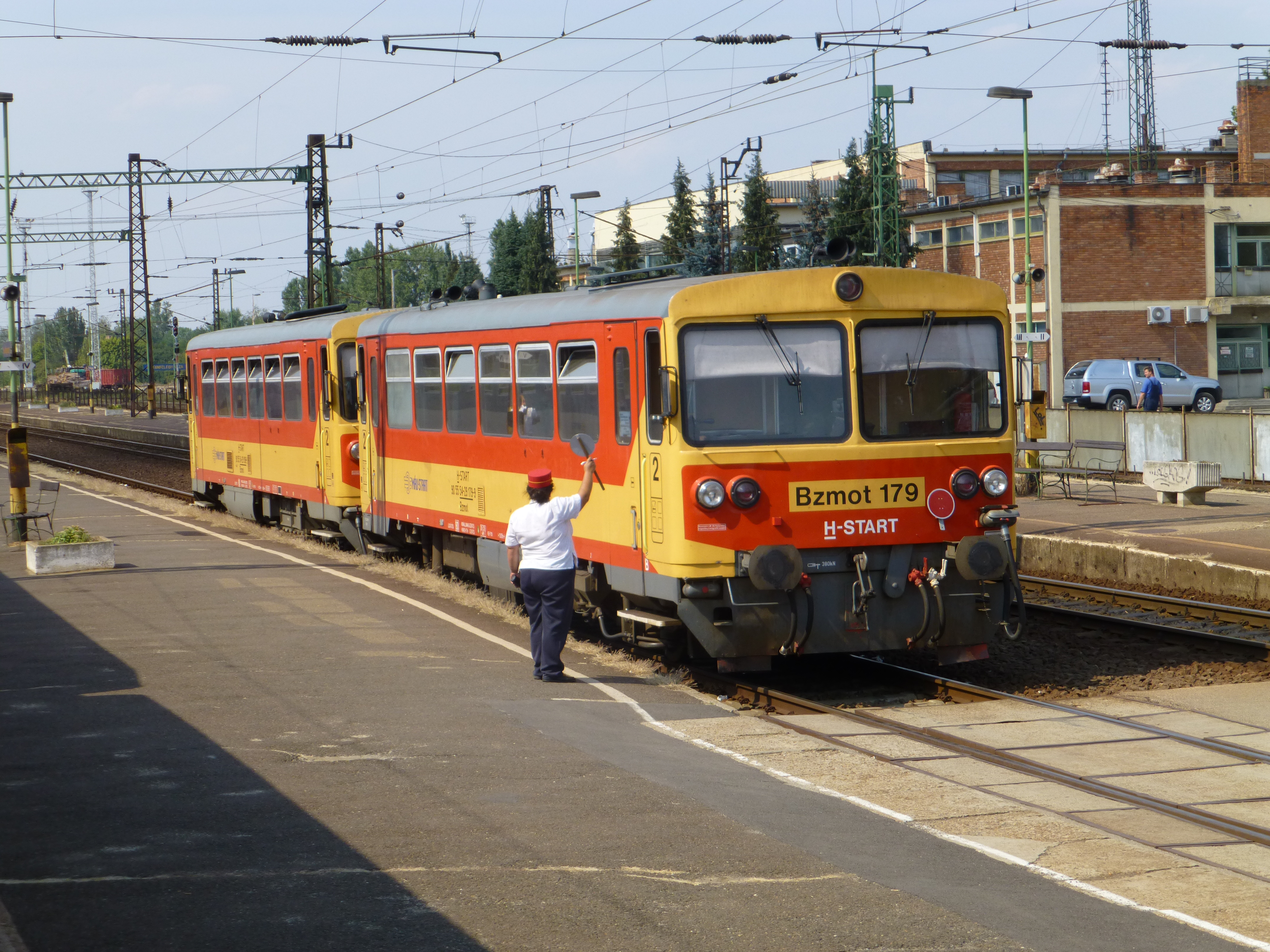
Osobní vlak ve stanici